# Tesnota
Tesnota é um filme de drama russo de 2017, dirigido e escrito por Kantemir Balagov. Protagonizado por Darya Zhovner, estreou no Festival de Cannes 2017, no qual competiu para Un certain regard.

## Elenco
- Darya Zhovner - Ilana
- Olga Dragunova - Adina
- Artem Tsypin - Avi
- Nazir Zhukov - Zalim
- Veniamin Katz - David